# Call Me (Tweet)
"Call Me" är en R&B-låt framförd av den amerikanska sångerskan Tweet, komponerad av Timbaland och Missy Elliot till Tweets debutalbum Southern Hummingbird (2002).
"Call Me" är en stillsam Mellanöstern-inspirerad midtempolåt där framföraren uppmanar sin älskare att "ringa henne när han behöver henne". Utan någon singelrelease gick låten in på både USA:s Billboard Hot 100 och R&B-listan Hot R&B/Hip-Hop Songs. På grund av dess popularitet valde Elektra Records att officiellt ge ut spåret som skivans andra singel 19 augusti 2002. Med marknadsföring så som uppträdanden, TV- och Radiointervjuer samt en musikvideo klättrade "Call Me" uppför flera av Billboards förgreningslistor. Singeln tog sig till en 9:e plats på amerikanska R&B-listan och blev därmed Tweets andra topp-tio hit i sitt hemland. Utöver detta klättrade låten som högst till en 31:a plats på Hot 100 och till en 19:e plats på Rhythmic Top 40. Internationellt blev "Call Me" aldrig någon stor framgång. Spåret debuterade på en 35:e plats på Storbritanniens UK Singles Chart, 30 placeringar lägre än föregående singel "Oops (Oh My)". Sista gången låten noterades på listan var den 14 september (veckan efter) där den fallit ner till en 60:e plats.
En musikvideon till singeln regisserades och marknadsförde telekommunikationsbolaget Verizon genom produktplacering. Videon tog sig till en andraplats på Billboards MTV Video Monitor, slagen av den colombianska popartisten Shakira med hennes ballad "Underneath Your Clothes".

## Format och innehållsförteckningar
| - Amerikansk CD-singel 1. "Call Me" (C&J Radio Mix) - 3:05 2. "Call Me" (P. Diddy Remix) - 4:13 3. "Call Me" (LP Version) - 2:56 - Tysk CD-singel 1. "Call Me" (C&J Radio Mix) - 3:05 2. "Call Me" (P. Diddy Remix) [Featuring The Hoodfellaz] - 4:13 3. "Call Me" (LP Version) - 2:56 - - "Call Me" - Musikvideo | - Europeisk CD-singel 1. "Call Me" (C&J Radio Mix) - 3:05 2. "Call Me" (LP Version) - 2:56 3. "Call Me" (P. Diddy Remix) - 4:13 4. "Call Me" (P. Diddy Remix Instrumental) - 4:13 - Australiensisk CD/Maxi-singel 1. "Call Me" (Album Version) - 2:57 2. "Oops (Oh My)" (C & P Radio Edit) - 4:00 3. "Get Away (Move On)" - 4:22 4. "Call Me" (Instrumental) - 3:35 |

## Listor
| Lista (2002)                                | Topp position |
| ------------------------------------------- | ------------- |
| Storbritanniens UK Singles Chart            | 35            |
| Amerikanska Billboard Hot 100               | 31            |
| Amerikanska Billboard Hot R&B/Hip-Hop Songs | 9             |
| Amerikanska Billboard Rhythmic Top 40       | 19            |